# Dessau-Roßlau
Dessau-Roßlau település Németországban, azon belül Szász-Anhalt tartományban. Lakosainak száma 79 686 fő (2023. december 31.). Dessau-Roßlau Anhalt-Bitterfeld járás és Wittenbergi járás községekkel határos.
2007-ben jött létre Dessau és Roßlau egyesítése révén.

## Népesség
A település népességének változása:
| Lakosok száma | 93 459 | 102 529 | 96 754 | 86 906 | 85 838 | 83 915 | 83 616 | 81 237 | 78 731 | 79 686 |
|               | 1960   | 1980    | 1990   | 2010   | 2011   | 2013   | 2014   | 2019   | 2021   | 2023   |